# Athenian League
L'Athenian League fu una lega calcistica dilettantistica inglese che copriva la zona di Londra e dintorni. La lega fu fondata nel 1912 con dieci squadre, poi scomparve nel 1914 a causa della prima guerra mondiale. Fu ricreata nel 1920, con solo tre squadre, rispetto alle dieci di dodici anni prima. Però alcune squadre lasciarono l'Athenian League per entrare a far parte della Isthmian League, un altro campionato dilettantistico che copriva l'area di Londra. Quindi ci furono dai dodici ai sedici club rimasti nella lega fino al 1963, quando ha assorbito delle squadre dalle due leghe "rivali", ossia la Corinthian League (per formare la Division One), e dei club della Delphian League (per formare la Division Two), e sempre nel 1963 ha creato anche la Premier Division. Negli anni successivi, la lega perse squadre di rilievo, in quanto molte squadre andarono a unirsi alla Isthmian League o alla Southern League, nel 1984 la lega cessò di esistere.

## Albo d'oro
| Stagione  | Campione           |
| --------- | ------------------ |
| 1912-1913 | Catford Southend   |
| 1913-1914 | Tufnell Park       |
| 1919-1920 | Luton Clarence     |
| 1920-1921 | St Albans City     |
| 1921-1922 | St Albans City     |
| 1922-1923 | Bromley            |
| 1923-1924 | Kingstonian        |
| 1924-1925 | Redhill            |
| 1925-1926 | Kingstonian        |
| 1926-1927 | Southall           |
| 1927-1928 | Sutton United      |
| 1928-1929 | Leyton             |
| 1929-1930 | Walthamstow Avenue |
| 1930-1931 | Barnet             |
| 1931-1932 | Barnet             |
| 1932-1933 | Walthamstow Avenue |
| 1933-1934 | Walthamstow Avenue |
| 1934-1935 | Barking            |
| 1935-1936 | Romford            |
| 1936-1937 | Romford            |
| 1937-1938 | Walthamstow Avenue |
| 1938-1939 | Walthamstow Avenue |
| 1945-1946 | Sutton United      |
| 1946-1947 | Barnet             |
| 1947-1948 | Barnet             |
| 1948-1949 | Bromley            |
| 1949–1950 | Tooting & Mitcham  |
| 1950-1951 | Bromley            |
| 1951-1952 | Wealdstone         |
| 1952-1953 | Hendon             |
| 1953-1954 | Finchley           |
| 1954-1955 | Tooting & Mitcham  |
| 1955-1956 | Hendon             |
| 1956-1957 | Hayes              |
| 1957-1958 | Sutton United      |
| 1958-1959 | Barnet             |
| 1959-1960 | Hounslow Town      |
| 1960-1961 | Hendon             |
| 1961-1962 | Enfield            |
| 1962-1963 | Enfield            |

La lega nel 1963 espanse i campionati fino a tre divisioni.
| Stagione  | Premier Division   | Division One       | Division Two        |
| --------- | ------------------ | ------------------ | ------------------- |
| 1963-1964 | Barnet             | Leatherhead        | Tilbury             |
| 1964-1965 | Barnet             | Slough Town        | Harwich & Parkeston |
| 1965-1966 | Leyton             | Bishop's Stortford | Croydon Amateurs    |
| 1966-1967 | Leyton             | Hornchurch         | Eastbourne United   |
| 1967-1968 | Slough Town        | Cheshunt           | Lewes               |
| 1968-1969 | Walton & Hersham   | Tilbury            | Boreham Wood        |
| 1969-1970 | Bishop's Stortford | Lewes              | Horsham             |
| 1970-1971 | Dagenham           | Aveley             | Herne Bay           |
| 1971-1972 | Slough Town        | Harlow Town        | Staines Town        |
| 1972-1973 | Slough Town        | Horsham            | Ruislip Manor       |

La lega nel 1973 ridusse i campionati fino a due divisioni.
| Stagione  | Division One    | Division Two     |
| --------- | --------------- | ---------------- |
| 1973-1974 | Boreham Wood    | Alton Town       |
| 1974-1975 | Letchworth Town | Egham Town       |
| 1975-1976 | Cheshunt        | Epping Town      |
| 1976-1977 | Leyton-Wingate  | Farnborough Town |

Nel 1977 la lega eliminò anche la seconda divisione, rimanendo solo la prima divisione.
| Stagione  | Campione        |
| --------- | --------------- |
| 1977-1978 | Billericay Town |
| 1978-1979 | Billericay Town |
| 1979-1980 | Windsor & Eton  |
| 1980-1981 | Windsor & Eton  |
| 1981-1982 | Leyton-Wingate  |
| 1982-1983 | Newbury Town    |
| 1983-1984 | Redhill         |

## Membri della Athenian League
Durante la sua esistenza, la lega aveva avuto ben 113 membri:
- Addlestone
- Alton Town
- Aveley
- Aylesbury United
- Banstead Athletic
- Barking
- Barnet
- Barnet & Alston
- Basildon United
- Berkhamsted Town
- Billericay Town
- Bishop's Stortford
- Boreham Wood
- Brentwood & Warley
- Bromley
- Burnham
- Camberley Town
- Cambridge City
- Carshalton Athletic
- Catford Southend
- Chalfont St Peter
- Chelmsford
- Chertsey Town
- Chesham Town
- Chesham United
- Cheshunt
- Croydon
- Dagenham
- Dorking

- Eastbourne Town
- Eastbourne United
- Edgware Town
- Egham Town
- Enfield
- Epping Town
- Epsom & Ewell
- Erith & Belvedere
- Farnborough Town
- Faversham Town
- Feltham
- Finchley
- Flackwell Heath
- Fleet Town
- Grays Athletic
- Guildford
- Hampton
- Harefield United
- Haringey Borough
- Harlow Town
- Harrow Borough
- Harwich & Parkeston
- Hastings & St Leonards
- Hayes
- Hemel Hempstead Town
- Hendon
- Herne Bay
- Hertford Town

- Histon
- Hitchin Town
- Hoddesdon Town
- Horley Town
- Hornchurch
- Horsham
- Hounslow
- Kingsbury Town
- Kingstonian
- Leatherhead
- Letchworth Garden City
- Lewes
- Leyton
- Leyton-Wingate
- Luton Clarence
- Maidenhead United
- Maidstone United
- Marlow
- Metrogas
- Molesey
- Newbury Town
- Rainham Town
- Redhill
- Romford
- Romford Town
- Ruislip Manor
- Slough Town
- Southall

- St Albans City
- Staines Town
- Summerstown
- Sutton United
- Thatcham Town
- Tilbury
- Tooting & Mitcham
- Tring Town
- Tufnell Park
- Uxbridge
- Uxbridge Town
- Walthamstow Avenue
- Walton & Hersham
- Ware
- Wealdstone
- Welling United
- Wembley
- West London Old Boys
- West Norwood
- Whyteleafe
- Willesden
- Wimbledon
- Windsor & Eton
- Wingate
- Wokingham Town
- Wolverton Town
- Woodford Town
- Worthing